# Свободный Труд (Адыгея)
Свободный Труд — хутор в Шовгеновском муниципальном районе Республики Адыгея России.
Входит в Джерокайское сельское поселение.

## География
Находится между аулами Джерокай и Хачемзий.

## История
В советские времена здесь располагался богатый колхоз «Свободный Труд». На территории бывшего колхоза расположен заброшенный кирпичный завод, который не функционирует с конца 1980-х годов.(уже снесен, а площадка рекультирована и включена в пахоту)

## Население
| 2002 | 2010 | 2013 | 2014 | 2015 | 2016 | 2017 |
| ---- | ---- | ---- | ---- | ---- | ---- | ---- |
| 376  | ↘343 | ↗349 | ↘348 | ↘339 | ↘332 | →332 |
| 2018 | 2019 | 2020 | 2021 | 2023 | 2024 |      |
| ↘330 | ↘323 | ↘304 | ↘302 | ↗307 | ↗311 |      |

По данным Всероссийской переписи населения 2021 года:
| Народ               | Численность, чел. | Доля от всего населения, % |
| ------------------- | ----------------- | -------------------------- |
| русские             | 230               | 76,16 %                    |
| адыги               | 37                | 12,26 %                    |
| армяне              | 13                | 4,30 %                     |
| другие / не указано | 22                | 7,28 %                     |
| всего               | 302               | 100,0 %                    |

## Инфраструктура
Состоит из двух хуторов, на территории находятся молочная ферма, свиноферма и тракторная бригада.

### Улицы
- Карла Маркса,
- Кирпичная,
- Партизанская,
- Полевая,
- Школьная,
- Шоссейная.